# Вишнёвка (Рязанская область)
Вишнёвка — деревня в Рязанском районе Рязанской области России. Входит в состав Дядьковского сельского поселения.

## История
В 1966 г. указом президиума ВС РСФСР деревня Слюнино переименован в Вишневка.

## Население
| 2010 |
| ---- |
| 108  |